# 焦作大学
焦作大学是一所位于中国河南省焦作市的全日制专科公办省属普通高等职业学校。

## 历史沿革
焦作大学的历史可以追溯到创建于1981年的焦作市职工大学以及1985年创建的焦作市职业大学，1986年，二校合并成立专科层次的焦作大学。2010年代以后，焦作大学与焦作师范高等专科学校开始研议合并组建本科层次的焦作师范学院。